# Ley Alemana de Partido Único de 1933

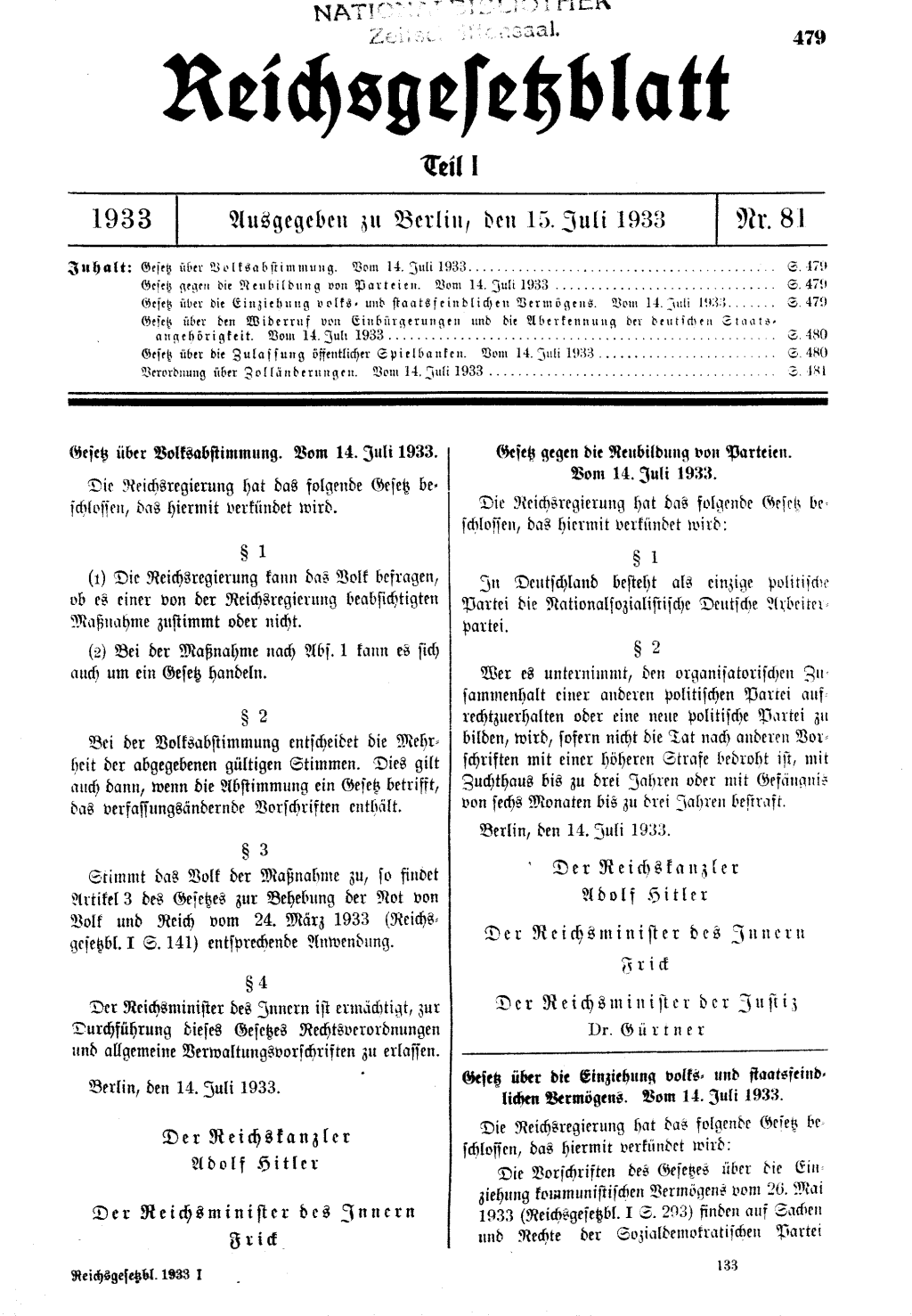
Reichsgesetzblatt del 15 de julio de 1933.

La Ley Alemana de Partido Único, o por su nombre oficial, la Ley Contra la Formación de Nuevos Partidos (en alemán: Gesetz gegen die Neubildung von Parteien) hizo que el NSDAP fuera el único partido político autorizado en el incipiente Tercer Reich.

## Disposición
Esta ley fue sacada adelante por el gobierno y no por el parlamento, sobre la base de la ley de plenos poderes. Su promulgación estuvo firmada por el canciller Adolf Hitler y los ministros del Interior y de Justicia, Wilhelm Frick y Franz Gürtner. Con fecha 14 de julio de 1933, se publicó en el Reichsgesetzblatt el día 15. En Austria, entra en vigor después del Anschluss, el 15 de marzo de 1938.
La ley tuvo sólo dos artículos:
- El artículo 1 estableció al Partido Nazi como el único partido en Alemania.

- El artículo 2 estableció sentencias que iban de seis meses a tres años de prisión para aquellos que colaborasen para mantener estructuras de partidos prohibidos o para tratar de crear nuevos partidos. Sobre la base de esta ley, muchos políticos de otras partes fueron condenados a prisión.

El papel central del Partido Nazi estuvo confirmado por la Ley Garante de la unidad del Partido y el Estado del 1 de diciembre de 1933, que estableció en su artículo 1 que el Partido Nazi era el portador del concepto de Estado alemán y que era inseparable de ello.

## Abrogación
La Ley de Partido Único fue derogada por la Ley nº 1 del Consejo de Control Aliado de 20 de septiembre de 1945. En la República Federal de Alemania, el artículo 123 (1) de la Ley Básica de 23 de mayo de 1949, bajo el título de disposiciones transitorias y finales, dispone que "la ley vigente antes de la primera reunión del Bundestag permanecerá en vigor". en la medida en que no sea contrario a la ley fundamental". Por este artículo, la ley sobre el partido único, como el Reichstagsbrandverordnung, la ley de los plenos poderes o las leyes de Nuremberg ya no están en vigor, en particular debido a la flagrante violación de los artículos 1 a 20 de la Ley Básica, sobre las libertades civiles. En la República Democrática Alemana, la Constitución del 7 de octubre de 1949 deroga, por el artículo 144, disposiciones que son contrarias a la misma y tienen un alcance similar al del artículo 123 (1) de la Ley Básica, que se aplica a Alemania se reunió desde el 3 de octubre de 1990. Los últimos vestigios de la ley sobre el partido único y otros textos inspirados o adoptados por los nazis son anulados por el Gesetz zur Aufhebung nationalsozialistischer Unrechtsurteile in der Strafrechtsplege (Ley que deroga las penas injustas nacionalsocialistas previstas en el Código Penal) de 25 de agosto de 1998, que entraron en vigor el 1 de septiembre de 1998.